# Belgische Badmintonmeisterschaft 1960
Die Belgische Badmintonmeisterschaft 1960 fand in Brüssel statt. Es war die zwölfte Auflage der nationalen Badmintonmeisterschaften von Belgien.	

## Titelträger
| Disziplin    | Sieger                            |
| ------------ | --------------------------------- |
| Herreneinzel | Anton Verstoep                    |
| Dameneinzel  | Bep Verstoep                      |
| Herrendoppel | Guy van Branteghem Anton Verstoep |
| Damendoppel  | J. Boulet Françoise Malevez       |
| Mixed        | Anton Verstoep Bep Verstoep       |